# Алькой
Алькой (ісп. Alcoy, баск. Alcoi, кат. Alcoi) — місто і муніципалітет в Іспанії, входить у провінцію Аліканте у складі автономної області Валенсія. 

## Географія
Муніципалітет розташований у складі району (комарки) Валье-де-Алькою. Займає площу 129,86 км ². Населення 60700 чоловік. Відстань до адміністративного центру провінції — 60 км. Розташований у злиття двох потоків річки Серпіс, на північ від міста Аліканте.